# Montamy
Montamy est une ancienne commune française, située dans le département du Calvados en région Normandie, devenue le 1er janvier 2016 une commune déléguée au sein de la commune nouvelle de Souleuvre en Bocage.
Elle est peuplée de 90 habitants.

## Géographie
Montamy est situé en Bocage virois. Couvrant 367 hectares, son territoire s'étend de part et d'autre de la route départementale no 577 de Caen à Mortain par Vire (ancienne route nationale 177). Son hameau principal, Trompe-Souris, est à 7,5 km au nord-est du Bény-Bocage, à 13 km à l'ouest d'Aunay-sur-Odon, à 16 km au sud-ouest de Villers-Bocage et à 18 km au nord-ouest de Vire.
La départementale 577 est la seule route notable du petit territoire. L'accès à l'A84 est à 10 km au nord à Coulvain (échangeur 42) vers Caen ou à 11 km au nord-ouest à Saint-Ouen-des-Besaces (échangeur 41) vers Rennes.
Montamy est dans le bassin de la Vire, par ses sous-affluents le Blandouit et le Courbençon, deux affluents de la Souleuvre. Le nord de la D 577 alimente le Courbençon qui délimite le nord du territoire, le sud le Blandouit, qui fait également fonction de limite au sud.
Le point culminant (294 m) se situe au nord, entre les lieux-dits le Château et la Chapelle. Le point le plus bas (181/183 m) correspond à la sortie du territoire du Blandouit, à l'ouest. La commune est bocagère.
| Saint-Pierre-Tarentaine (comm. nouv. de Souleuvre en Bocage) | Brémoy                                           | Le Mesnil-Auzouf                                                   |
| Saint-Pierre-Tarentaine (comm. nouv. de Souleuvre en Bocage) | Montamy                                          | Le Mesnil-Auzouf                                                   |
| Saint-Pierre-Tarentaine (comm. nouv. de Souleuvre en Bocage) | Montchauvet (comm. nouv. de Souleuvre en Bocage) | Le Mesnil-Auzouf, Montchauvet (comm. nouv. de Souleuvre en Bocage) |

## Toponymie
Le toponyme est attesté sous la forme Montamis au XIVe siècle. Issu de l'ancien français mont ayant le sens actuel, il est lié à la topographie du lieu, Amy étant un patronyme.
Le gentilé est Montamicien.

## Histoire
Le 1er janvier 2016, Montamy intègre avec dix-neuf autres communes la commune de Souleuvre-en-Bocage créée sous le régime juridique des communes nouvelles instauré par la loi no 2010-1563 du 16 décembre 2010 de réforme des collectivités territoriales. Les communes de Beaulieu, Le Bény-Bocage, Bures-les-Monts, Campeaux, Carville, Étouvy, La Ferrière-Harang, La Graverie, Malloué, Montamy, Mont-Bertrand, Montchauvet, Le Reculey, Saint-Denis-Maisoncelles, Sainte-Marie-Laumont, Saint-Martin-des-Besaces, Saint-Martin-Don, Saint-Ouen-des-Besaces, Saint-Pierre-Tarentaine et Le Tourneur deviennent des communes déléguées et Le Bény-Bocage est le chef-lieu de la commune nouvelle.

## Politique et administration
| Période                                  | Période       | Identité        | Étiquette | Qualité              |
| ---------------------------------------- | ------------- | --------------- | --------- | -------------------- |
| 1975                                     | mars 1983     | Roger Langenais | SE        | Scieur               |
| 1983                                     | février 2012  | Jacques Groult  | SE        | Greffier             |
| mars 2012                                | décembre 2015 | Claude Maizeray | SE        | Agriculteur retraité |
| Les données manquantes sont à compléter. |               |                 |           |                      |

Le conseil municipal était composé de sept membres dont le maire et deux adjoints. Ces conseillers intègrent au complet le conseil municipal de Souleuvre-en-Bocage le 1er janvier 2016 jusqu'en 2020 et Claude Maizeray devient maire délégué.

## Démographie
En 2022, la commune comptait 90 habitants. Depuis 2004, les enquêtes de recensement dans les communes de moins de 10 000 habitants ont lieu tous les cinq ans (en 2006, 2011, 2016, etc. pour Montamy) et les chiffres de population municipale légale des autres années sont des estimations.
Montamy comptait 252 habitants lors du premier recensement républicain en 1793, population jamais atteinte depuis.
| 1793 | 1800 | 1806 | 1821 | 1831 | 1836 | 1841 | 1846 | 1851 |
| ---- | ---- | ---- | ---- | ---- | ---- | ---- | ---- | ---- |
| 252  | 214  | 226  | 243  | 242  | 238  | 211  | 232  | 228  |

| 1856 | 1861 | 1866 | 1872 | 1876 | 1881 | 1886 | 1891 | 1896 |
| ---- | ---- | ---- | ---- | ---- | ---- | ---- | ---- | ---- |
| 217  | 216  | 203  | 208  | 196  | 158  | 159  | 153  | 164  |

| 1901 | 1906 | 1911 | 1921 | 1926 | 1931 | 1936 | 1946 | 1954 |
| ---- | ---- | ---- | ---- | ---- | ---- | ---- | ---- | ---- |
| 150  | 157  | 142  | 125  | 112  | 128  | 127  | 143  | 119  |

| 1962 | 1968 | 1975 | 1982 | 1990 | 1999 | 2006 | 2011 | 2016 |
| ---- | ---- | ---- | ---- | ---- | ---- | ---- | ---- | ---- |
| 120  | 122  | 96   | 69   | 65   | 74   | 88   | 90   | 118  |

| 2019 | - | - | - | - | - | - | - | - |
| ---- | - | - | - | - | - | - | - | - |
| 130  | - | - | - | - | - | - | - | - |

## Lieux et monuments
- Église Saint-Martin du XVIIIe siècle.
- Château du XIXe siècle.
- Chapelle à Trompe-Souris.

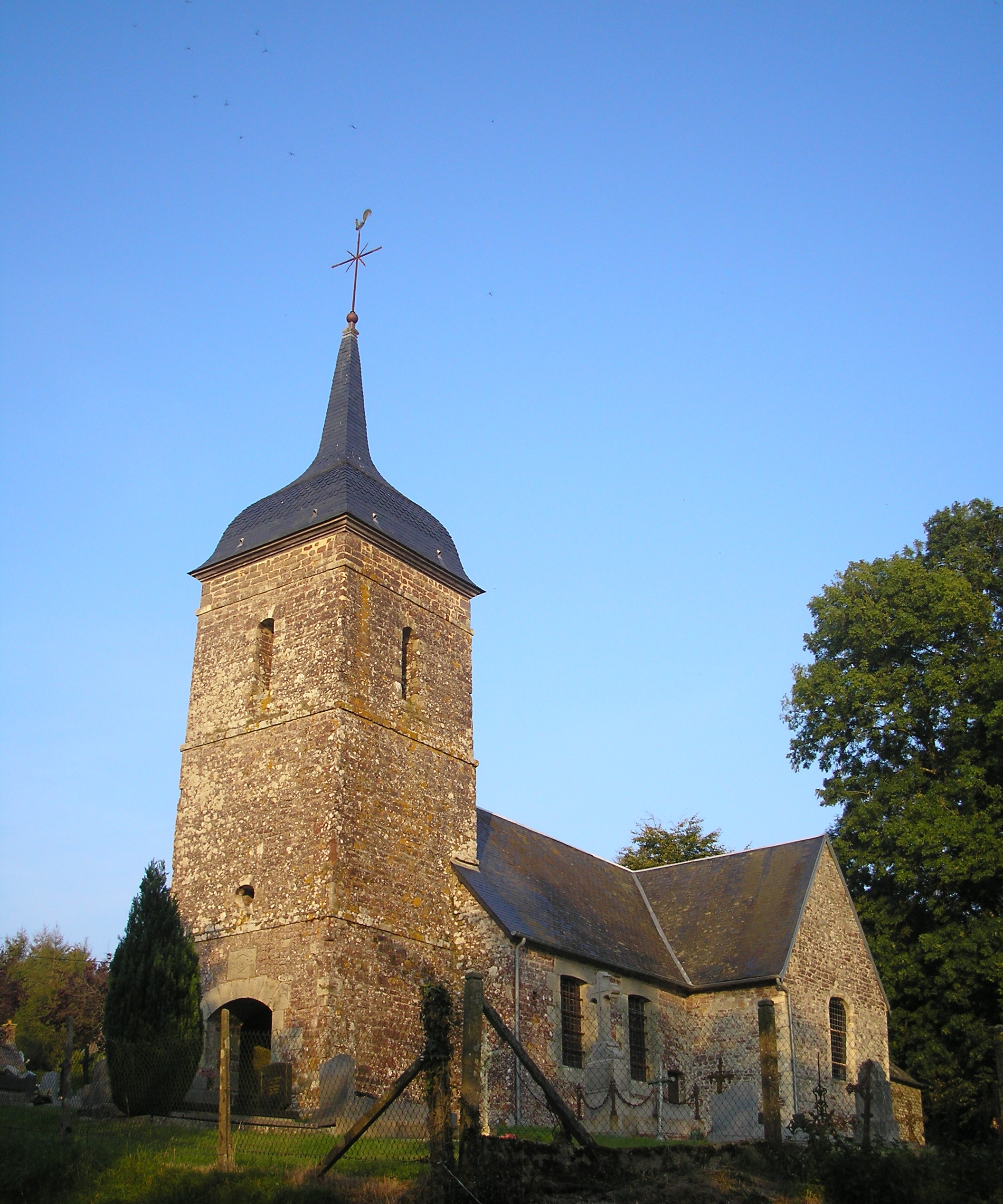
L'église Saint-Martin.
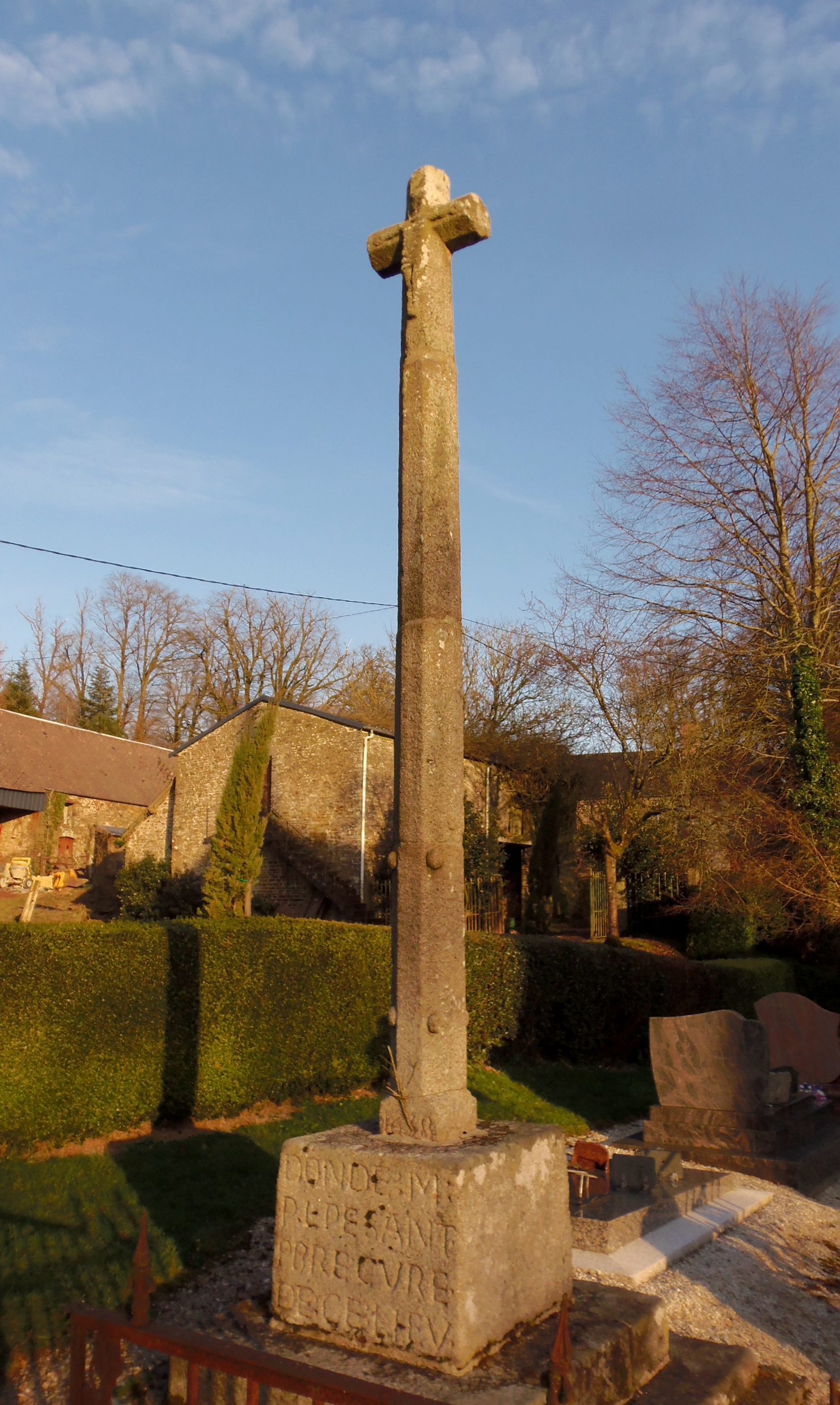
La croix du cimetière.
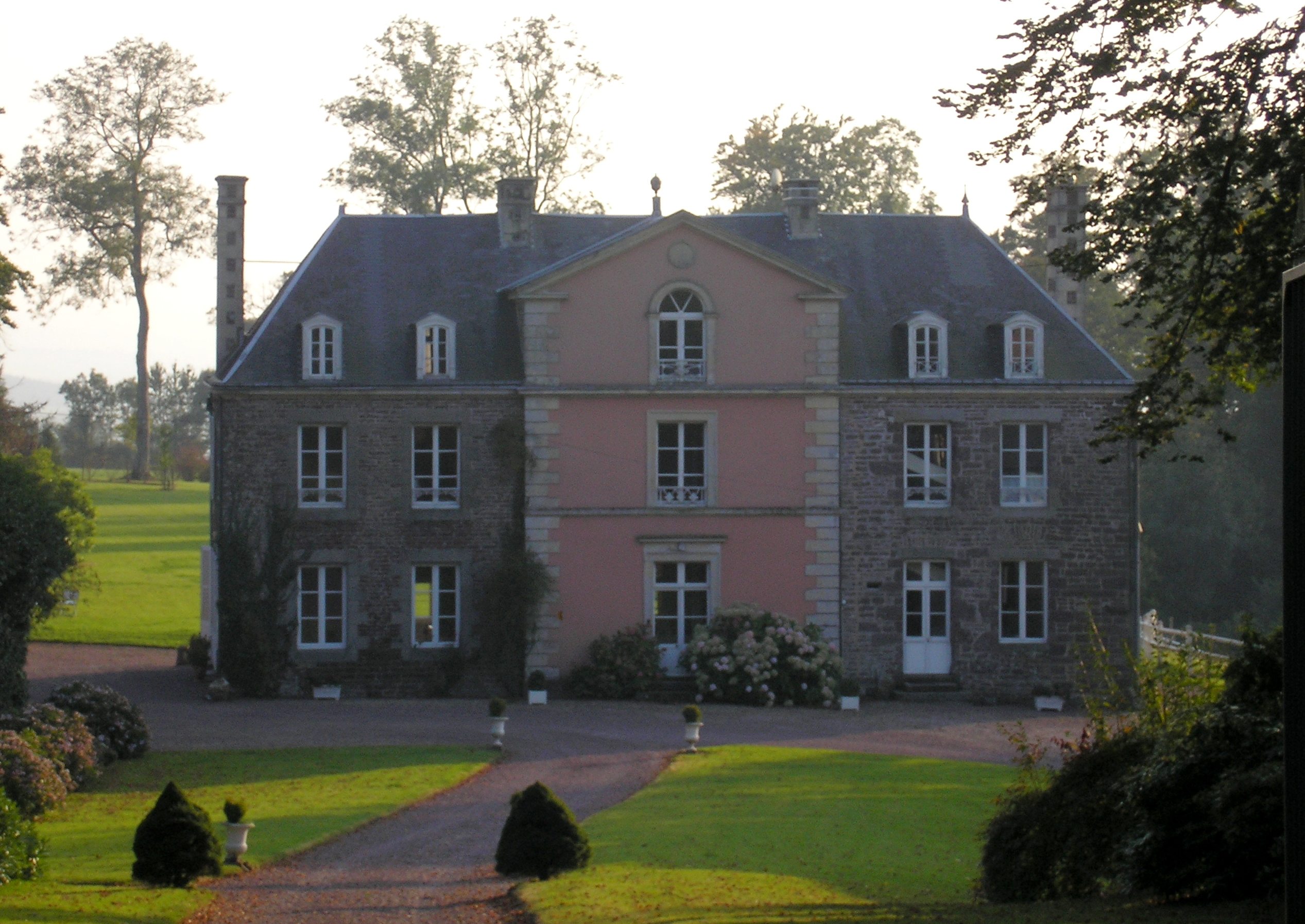
Le château.
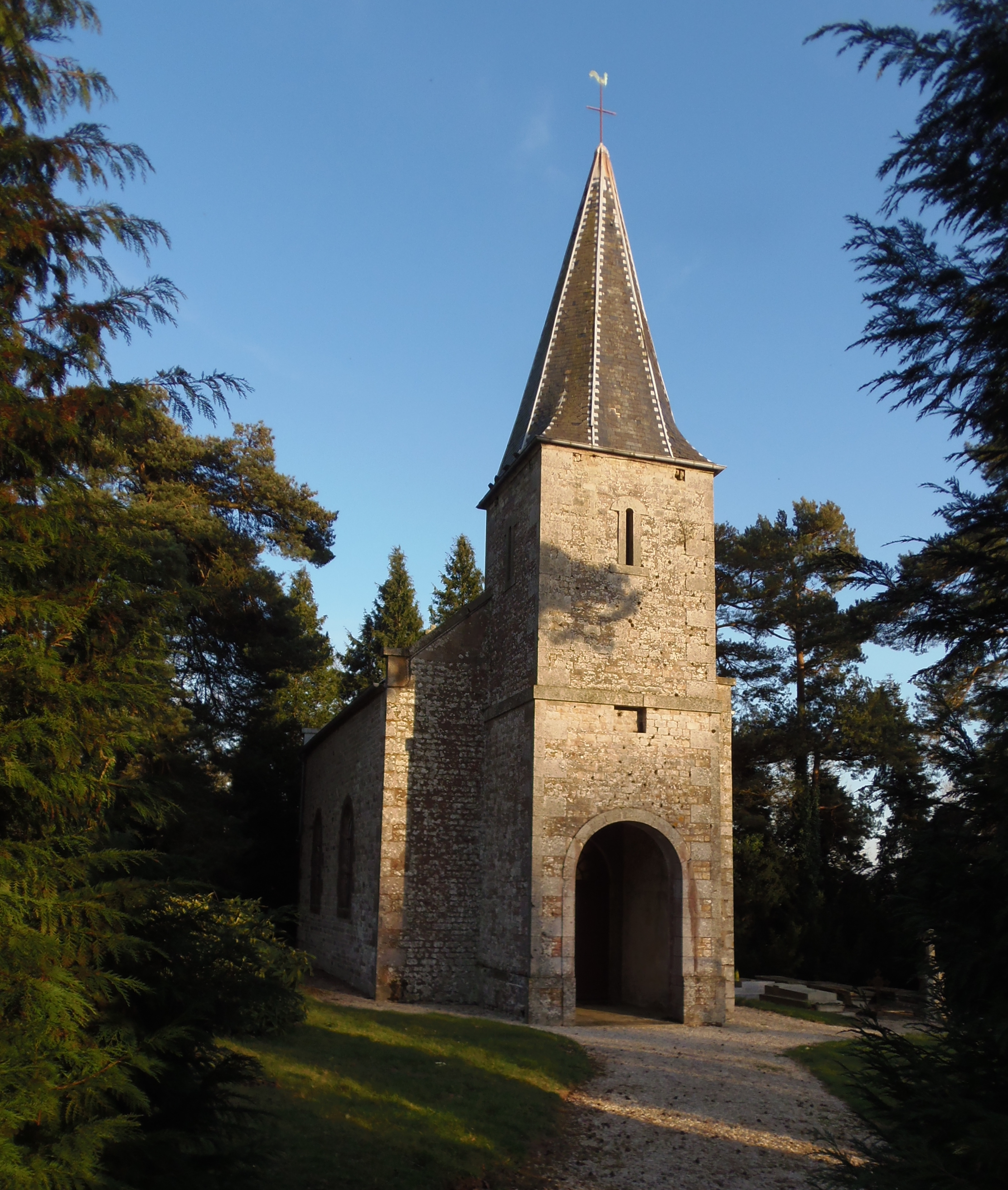
La chapelle de Trompe-Souris.

## Personnalités liées à la commune
- Didier-François d'Arclais de Montamy (1702 à Montamy - 1765), savant.